# Yael Stone
Yael Stone, född 6 mars 1985 i Sydney, är en australisk skådespelerska. Hon är kanske mest känd för sin roll som Lorna Morello i den kritikerrosade TV-serien Orange Is the New Black.

## Biografi

### Uppväxt
Stone är född och uppväxt i Sydney, där hon studerade på Newtown High School of the Performing Arts och National Institute of Dramatic Art (NIDA).

### Karriär
Stone började skådespela som barn med roller i filmen Me Myself I och miniserien The Farm. Hon arbetade främst inom teater och vann på 2008 Sydney Theatre Awards priser för bästa nykomling och bästa kvinnliga biroll för sin insats i The Kid . Hon arbetade också inom TV med biroller i All Saints och Spirited. Mellan 2010 och 2011 medverkade hon i The Diary of a Madman, en roll som hon åter igen blev nominerad för bästa kvinnliga biroll vid Sydney Theatre Awards. I februari 2011 reste hon till New York för att medverka i Brooklyn Academy of Musics uppsättning av The Diary of a Madman, innan hon sedan återvände för att spela huvudroller i A Golem Story, Summer of the Seventeenth Doll, och Som ni behagar i Sydney.
I december 2011 flyttade Stone till New York, och var med att grunda en experimentell teatergrupp. Efter fyra månader i New York blev hon tillsatt en roll i Netflixs TV-serie Orange Is the New Black, en serie som handlar om ett kvinnofängelse. Stone spelar Lorna Morello, en fånge från New Jersey. Hennes accent, en blandning av Brooklyn och Boston, beskrevs som "den mest fantastiska accenten på TV" av en journalist på The New Republic. Hon repriserade sin roll i seriens andra säsong, och har nu befordrats till en huvudroll.

### Privatliv
Stone är judisk. Hennes bror, Jake Stone, är sångare i bandet Bluejuice. Hennes syster, Elana Stone, är också musiker. Hon gifte sig 2012 med den australienska skådespelaren Dan Spielman, som hon bott i New York med. De skilde sig 2016.

## Filmografi

### Film
| År   | Titel       | Roll   | Notering |
| ---- | ----------- | ------ | -------- |
| 1999 | Me Myself I | Stacy  |          |
| 2007 | West        | Stacey |          |
| 2011 | Jailbirds   | Lucy   | Kortfilm |

### Television
| År        | Titel                   | Roll              | Notering                |
| --------- | ----------------------- | ----------------- | ----------------------- |
| 2001      | The Farm                | Ung Sam Cooper    | Miniserie               |
| 2007–2008 | All Saints              | Ann-Marie Preston | 14 avsnitt              |
| 2010–2011 | Spirited                | Linda             | 13 avsnitt              |
| 2013–2019 | Orange Is the New Black | Lorna Morello     | 36 avsnitt (3 dec 2014) |
| 2023      | Wellmania               | Philomena         | 1 avsnitt               |